# Хлорид олова(IV)
Хлори́д о́лова(IV) (тетрахлорстанна́н, тетрахлори́д о́лова, оловя́нное ма́сло, хло́рное о́лово, четырёххло́рное о́лово) — бинарное соединение олова и хлора с формулой SnCl4. Может рассматриваться как соль олова и соляной кислоты, а также как хлорпроизводное станнана.
Тяжёлая бесцветная (иногда желтоватая) жидкость с плотностью 2,226 г/см³, кипит около 114 °C, затвердевает около −33 °C. На воздухе дымит. Алхимики называли её Spiritus fumans (fammus) Libavii («дымящий/дымящийся спирт Либавия»).

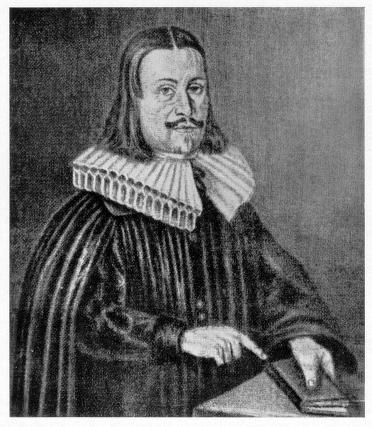
Андреас Либавий

## История
Вещество получено немецким врачом и химиком Андреасом Либавием в 1597 году.
Мелкораспылённый тетрахлорид олова образует с парами воды густой дым и оказывает раздражающее действие на кожу, поэтому он использовался как дымообразователь и химическое оружие во время Первой мировой войны.

## Получение
В лабораторных условиях тетрахлорид может быть получен одним из следующих способов:
- прямой синтез:

{\displaystyle {\mathsf {Sn+2Cl_{2}\rightarrow SnCl_{4}}}} (реакция сопровождается большим выделением тепла);
- хлорирование безводного дихлорида олова:

{\displaystyle {\mathsf {SnCl_{2}+Cl_{2}\rightarrow SnCl_{4}}}}

## Свойства
При растворении в воде происходит гидролиз:
{\displaystyle {\mathsf {3SnCl_{4}+2H_{2}O\rightarrow SnO_{2}+2H_{2}[SnCl_{6}]}}}
Безводный хлорид олова(IV) — основной предшественник в химии оловоорганических соединений.
Так, при обработке хлорида олова(IV) реактивом Гриньяра образуются соединения ряда тетраалкилолова:
{\displaystyle {\mathsf {SnCl_{4}+4RMgCl\rightarrow SnR_{4}+4MgCl_{2}}}}
Такие же соединения образуются в реакции с алюминийорганическими веществами в присутствии диэтилового эфира:
{\displaystyle {\mathsf {3SnCl_{4}+4AlR_{3}\rightarrow 3SnR_{4}+4AlCl_{3}}}}
Безводный хлорид олова(IV) способен реагировать с соединениями тетраалкилолова с образованием оловоорганических хлоридов:
{\displaystyle {\mathsf {SnCl_{4}+SnR_{4}\rightarrow 2SnCl_{2}R_{2}}}}